# Hugo Bistolfi
Hugo Adrián Bistolfi (Buenos Aires; 21 de diciembre de 1964) es un pianista y tecladista argentino. Histórico tecladista del grupo musical de hard rock Rata Blanca por más de 20 años y creador de Alianza. Actualmente como solista con una amplia experimentación de distintas tendencias y diversos estilos musicales.
También participó como tecladista de Bobby Kimball cantante original del grupo Toto, de Bill Champlin voz del grupo Chicago, y tocó con Glenn Hughes bajista y vocalista de Deep Purple.

## Biografía

### Inicios
De niño se empezó a interesar por la música. Su padre le compró un órgano italiano con el cual aprendió a tocar. Poco tiempo después, con los jóvenes del barrio armó una banda que se llamó Hamely, la cual hacía temas propios y versiones de Deep Purple, Pink Floyd o Queen. Tocaban en locales de la zona y en los festivales de los colegios.
Mientras cursaba sus estudios en el conservatorio, fue tocando por varios grupos acumulando experiencia. Uno de ellos se llamó Badulaques, y experimentaban una especie de Rock Progresivo.

### Rata Blanca
En 1988 forma parte de la banda Rata Blanca debutando en la discoteca Halley.
En 1990 graba el célebre y exitoso disco de Rata Blanca llamado Magos, espadas y rosas consagrándose en Argentina y vendiendo más de un millón de ejemplares.
Durante los shows de Rata Blanca, había un solo de teclados de Bistolfi muy bien recibido por el público, que nunca cesó de mostrar su cariño hacia el músico. Una muestra de ello fue el apodo de "maestro" que rápidamente se ganó y que mantiene hasta la actualidad.
Para el tercer disco Guerrero del Arco Iris, viajó a Estados Unidos para la mezcla. Esta tercera placa fue la que mostró una mayor participación de los teclados. En octubre de 1992 grabó junto a la banda el disco En vivo en Buenos Aires(editado recién en 1996) junto a la orquesta de cámara Solistas Bach.
En 1993 inició la gira Tiempo de Arco Iris, que los llevó por Europa y México. Graba en España el disco El Libro Oculto pero inmediatamente anunció su alejamiento de la banda.

### Alianza
Hugo se dedicó a preparar nuevo material como solista. Mientras tanto el cantante Adrián Barilari se alejó también de
Rata Blanca. Al intercambiar material e ideas formaron un dúo llamado Alianza. En 1994 firmaron contrato con Warner y grabaron su primer disco Sueños del Mundo con importantes músicos invitados.
En 1996 Hugo firmó contrato con Yamaha Music para ser endorser oficial, realizar clínicas y trabajos de programación en sintetizadores y órganos para esta empresa. Como parte del convenio recorrió todo el país presentando las novedades y haciendo demostraciones para músicos, distribuidores y prensa especializada.
Su segundo disco llamado Alianza Barilari-Bistolfi lo editaron también en México por ser el país donde mayor éxito obtuvieron conjuntamente con Argentina. Realizaron giras por estos dos países.
En el año 1997 editan su tercer disco llamado Huellas, el resultado fue un disco sinfónico bastante más pesado que los anteriores, sin la solemnidad que caracteriza a las bandas del género. La presentaciones de Alianza se volvieron más frecuentes, con este disco vuelven a viajar por Argentina, México y Panamá.

### Regreso de Rata Blanca
En noviembre de 2000 regresa nuevamente Rata Blanca, permanece 10 años más en la banda, gira por todo el continente americano y España, en esta segunda etapa de la banda graba los siguientes discos:
- Grandes Canciones (2001)

- El Camino del Fuego (2002)

- Poder Vivo (2003)

- En vivo en Obras DVD y CD (2004)

- En Vivo en el Gran Rex con Glenn Hughes DVD (2005)

- La Llave de la Puerta Secreta (2005)

- El Reino Olvidado (2008)

- The Forgotten Kingdom (2009).

- En 2010 se desvincula definitivamente de Rata Blanca.

### Solista
En paralelo a su carrera con Rata Blanca, hace su debut como solista en el año 2002 con el disco "Uritorco" obra conceptual sobre la subida al cerro sagrado de los indígenas Comechingones en Capilla del Monte, Córdoba, Argentina, lugar donde Hugo alternó su vida desde el año 1992 y reside aquí la mayor parte de tiempo que no está de gira al pie del Cerro Uritorco. En este disco plasma musicalmente los sentimientos y sensaciones en el viaje desde la base hasta la cima del cerro Uritorco.
En el año 2004 edita Música para Reiki con sonido de delfines, pájaros y ballenas un trabajo especial para realizar dicha actividad.
En el 2005 es distinguido como el mejor tecladista del Rock Argentino en los Premios "20 años Rock and Pop Awards".                                                                                                                   
En el 2006 realiza su viaje místico Machupicchu en Perú. Allí compone a través de sus sentimientos su obra "Machupicchu" plasmando lo vivido en este viaje desde Cusco a la Ciudad Sagrada Ïnca. En esta obra fusiona sus teclados con música andina. Este disco fue grabado en Argentina y Perú con músicos peruanos e instrumentos autóctonos de la cultura Inca como: sikus, quenas, zampoñas, quenachos y charango, que marcaría un nuevo rumbo en su carrera solista.
Comienza a girar por Argentina presentando sus dos discos solistas.
En el año 2009 Comienza el año con una gira solista por Córdoba - Argentina. Gira con Rata Blanca por Estados Unidos, Latinoamérica y España. Como solista edita su disco conceptual Viaje al Cosmos basado en una novela de ciencia ficción de su autoría, con la narración de Fabio Zerpa y las voces de Adrián Barilari (Rata Blanca), Álex Lora (El Tri de México), JAF, Brenda Cuesta (Blooparade), Walter Meza (Horcas), Patricio Sardelli, Guido Sardelli y Gastón Sardelli (Airbag), Marciano Cantero (Enanitos Verdes), Javier Barrozo (Magnos) y varios músicos invitados. Edita también un trabajo especial, el disco titulado “Melodía de las Hadas” fusionando instrumentos étnicos. Estrena el concierto en formato “Clásico” de sus obras junto a un Ensamble de Cuerdas y un Coro en el Aula Magna de la Ciudad de Córdoba.
Realiza dos funciones en el estadio Luna Park de Buenos Aires con Rata Blanca, en las cuales sus solos de teclado tocando temas de su proyecto solista son ovacionados por el público. 
En el año 2010 Se desvincula del grupo Rata Blanca. Participa por primera vez en el festival más importante de Música Latinoamericana Cosquín Folklore festejando el 50 aniversario de dicho Festival.
Edita el CD Hugo Bistolfi Clásico grabado en vivo en el Aula Magna de Córdoba en el 2009, junto a la orquesta de cámara: Ensamble del Sur. Presenta oficialmente “Viaje al Cosmos” en la prestigiosa sala La Trastienda en Buenos Aires, junto a numerosos artistas que participaron en el disco.
Emprendió un gran viaje con sus teclados y equipos de grabación recorriendo desde Cafayate (Salta) hasta Humahuaca (Jujuy), fruto de cada vivencia compuso y grabó en cada paraje, fusionando su música con la cultura aborigen de estas tierras, plasmando con maravillosos artistas y sus instrumentos autóctonos del norte argentino su siguiente obra llamada “Valles y Quebradas” 
En 2011 edita el disco "Valles y Quebradas" en el participan músicos del Folklore, del Rock, Indígenas y del Heavy Metal creando una obra Sinfónica roquera con raíces folklóricas participan: Mariana Cayon, Micaela Chauque, Walter Meza (Horcas), Fortunato Ramos, Marcelo Pedracino, Guido Bertini, Sebastián Cullari, Mariana Carrizo, Pipo Valdez(Los Tekis), Daniel D`amico, Fabián Rodríguez y Pato Canevari, presentándose junto a varios de estos artistas en el Festival de Cosquín Folklore 2011
En el 2012 edita el DVD + CD “Viaje al Cosmos en vivo” registrado en su show en La Trastienda Buenos Aires con Fabio Zerpa en los relatos y grandes figuras del rock nacional.. 
Es nominado para los premios Gardel 2012 como Mejor Álbum Nuevo Artista de Folklore por su disco "Valles y Quebradas". Le entregan el premio Uritorco la comisión de Turismo y Autoridades de Capilla del Monte.
En 2013 edita “Viaje al Cosmos II” segunda saga denominada “Adiós Planeta Tierra”. Esta obra dentro del estilo musical Heavy Metal Sinfónico.
En 2014 es convocado como invitado especial por la voz original del grupo TOTO: Bobby Kimball para realizar giras por todo el continente americano. Recibe de la Legislatura de la Provincia de Córdoba-Argentina, una declaración y medalla de honor por la difusión de dicha provincia a través de su música. Edita "Líneas de Nasca" compuesta en Nasca- Perú. En esta obra están plasmadas las emociones inspiradas al observar sobrevolando los dibujos, al caminar su desierto y al contemplar las maravillosas “Líneas de Nasca".
En 2015 edita “Viaje al Cosmos-Perú” y “Viaje al Cosmos-Bolivia” grabado con las voces más importantes del rock de cada uno de estos países, estrenando esta obra con gran éxito en Bolivia. Gira con Bobby Kimball (TOTO) por Latinoamérica, también como solista constantemente por Argentina. Es convocado por la voz del grupo Chicago- Bill Champlin para su gira Americana.
Presenta Viaje al Cosmos II en el Teatro Sony de Buenos Aires.
En 2016 edita el disco "Uritorco El Regreso" basado en sus inspiraciones y sentimientos durante el descenso del Cerro Uritorco desde su cima hasta Capilla del Monte, cuenta en este con el famoso cantante Jairo como invitado entre otros.
En 2017 se realiza por primera vez un show musical en el Cerro Uritorco y Hugo Bistolfi presenta en vivo en el maravilloso atardecer del 21 de enero en este paraíso natural sus dos obras: "Uritorco" y "Uritorco El Regreso". Este show es filmado, edita y sale a la venta el DVD "En vivo en el Uritorco".
En 2018 presenta la obra conceptual “La Biblia de Vox Dei” junto a Willy Quiroga fundador de este grupo. Sigue montando Viaje al Cosmos en distintas ciudades y países. Edita “Viaje al Cosmos-Paraguay” con las voces del rock paraguayo lo presenta en vivo con gran éxito en este país. Edita “Viaje al Cosmos-Colombia” junto a las voces del rock colombiano.
En 2019 edita “Viaje al Cosmos-México” con las voces del rock mexicano. Gira por Colombia durante mes de mayo. Edita con su nuevo proyecto Galilea el disco “Obra Maestra”. Edita “Viaje al Cosmos-Panamá” y “Viaje al Cosmos-Chile” Gira Panamá en septiembre, Chile en noviembre, Sur de Argentina en diciembre. Es nombrado por las autoridades ciudadano ilustre de Capilla del Monte en reconocimiento por sus obras realizadas al lugar.
En 2021 sale “Viaje al Cosmos III-Maestros Cósmicos” tercer episodio de la fantástica obra conceptual Viaje al Cosmos hoy transformada en una saga, grabada junto a los grandes maestros del rock Argentino. Edita “Viaje al Cosmos-España” grabado con artistas del rock español. Lanza un show espectacular recorriendo sus 35 años de carrera profesional, con un repaso de todas sus bandas y sus obras.
En 2022 edita el disco “En vivo en el Uritorco” grabado en en la base del mítico Cerro Uritorco en el año 2017 y “Viaje al Cosmos II-Adiós Planeta Tierra-Colombia” con las voces del rock colombiano. Inicia por Colombia y Perú su gira por Latinoamericana 2022. Consiguiendo un éxito maravilloso tocando también en Machu Picchu es recibido con todos los honores por su Alcalde y representantes de la cultura presentando en el Teatro Pachacuteq su obra Machupicchu compuesta en el año 2005. Graba “Solo Piano” un nuevo material grabado con Piano de cola en la ciudad de Pereira en Colombia interpretando una selección de sus obras pianísticas que forman parte de su discografía.
En 2023 presenta en Puerto Rico “Viaje al Cosmos-Puerto Rico” grabada junto a artistas del Rock portorriqueño y por toda Argentina.
2024 Edita “Viaggio nel cosmo-Italia” nueva versión de “Viaje al Cosmos” por primera vez en otro idioma al español. Realiza giras por el exterior, mes de Marzo en Paraguay. Meses de Abril-Mayo-Junio en Colombia, sigue por Latinoamérica y toda Argentina.
Edita “Viaje al Cosmos-Guatemala” 
Se encuentra grabando el cuarto episodio de su saga “Viaje al Cosmos IV”
Prepara un gran show para el 21 de diciembre “Viaje al Cosmos I-II-II” en el Teatro “El Cubo” en Abasto-Buenos Aires junto a artistas que grabaron los 3 episodios de esta obra.
Prepara el desembarco en Europa como solista el próximo año.

## Discografía
Discografía con Rata Blanca
- Magos, espadas y rosas (1990)
- Guerrero del Arco Iris (1991)
- El Libro Oculto (1993)
- Rata Blanca en vivo en Buenos Aires, con la Orquesta de Cámara Solistas Bach (1996).
- Grandes canciones (2001)
- El camino del fuego (2002)
- Poder vivo (2003)
- En vivo en Obras DVD y CD (2004)
- Vivo en el Gran Rex con Glenn Hughes (2005)
- La llave de la puerta secreta (2005)
- El Reino Olvidado (2008)
- The Forgotten Kingdom (2009)

Discografía con Alianza:
- Sueños del mundo (1994)
- Alianza (1997)
- Huellas (1999)

Discografía solista:
- Uritorco (2002)
- Música para Reiki (2004)
- Machupicchu (2006)
- Viaje al Cosmos(2009)
- Melodías de Las Hadas (2009)
- Hugo Bistolfi Clásico (2010)
- Valles y Quebradas (2011)
- Viaje al Cosmos En Vivo CD+DVD (2012)
- Viaje al Cosmos II-Adiós planeta Tierra (2013)
- Líneas de Nasca (2014)
- Viaje al Cosmos-Perú (2015)
- Viaje al Cosmos-Bolivia (2015)
- Uritorco El Regreso (2016)
- En vivo en el Uritorco-DVD (2017)
- Viaje al Cosmos-Paraguay (2018)
- Viaje al Cosmos-Colombia (2018)
- Viaje al Cosmos-México (2019)
- Viaje al Cosmos-Panamá-(2019)
- Viaje al Cosmos-Chile-(2019)
- Viaje al Cosmos III-Maestros Cósmicos-(2021)
- Viaje al Cosmos-España-(2021)
- En vivo en el Uritorco (Plataformas)-(2022)
- Viaje al Cosmos II-Adiós planeta Tierra-Colombia-(2022)
- Solo Piano-(2022)
- Viaje al Cosmos-Puerto Rico (2023)
- Viaje al Cosmos-Guatemala (2024)
- Viaggio nel Cosmo-Italia (2024)

Colaboraciones
- Obra Maestra - Galilea (2019)
- Stormbringer - Blackbeer (2024)